# Bahnstrecke Düren–Inden
| Ehemaliges Bahnhofsgebäude von Merken (Gleisseite) im Jahr 2014 |                     |                                          |                                          |
| Streckenlänge: | 11,1 km             |                                          |                                          |
| Spurweite: | 1000 mm (Meterspur) |                                          |                                          |
| Stromsystem: | 600 V =             |                                          |                                          |
| |                     |                                          |                                          |
| \| \| 0,0 \| Düren Übergabebf. Rollbockgruben \| Düren Übergabebf. Rollbockgruben \| \| \| \| Düren Pbf. (zur Staats- und Straßenbahn) \| \| \| \| \| \| \| \| \| \| Walzmühle \| \| \| \| \| DKB-Ringbahn (normalspurig) \| \| \| \| 2,0 \| Schüll \| Schüll \| \| \| \| Birkesdorf Post \| \| \| \| 2,8 \| Birkesdorf Bhf. \| Birkesdorf Bhf. \| \| \| \| Rur \| \| \| \| 3,6 \| Mühlhoven \| Mühlhoven \| \| \| 3,9 \| Hoven Hp. \| Hoven Hp. \| \| \| \| Hoven \| \| \| \| 5,7 \| Merken Bahnhof \| Merken Bahnhof \| \| \| 7,2 \| Vilvenich \| Vilvenich \| \| \| 8,7 \| Pier \| Pier \| \| \| 11,0 \| Inden Übergang zur Staatsbahn \| Inden Übergang zur Staatsbahn \| |                     |                                          |                                          |
| Betriebs-/Güterbahnhof Streckenanfang (Strecke außer Betrieb) | 0,0                 | Düren Übergabebf. Rollbockgruben         | Düren Übergabebf. Rollbockgruben         |
| Strecke (außer Betrieb) · Kopfbahnhof Streckenanfang (Strecke außer Betrieb) |                     | Düren Pbf. (zur Staats- und Straßenbahn) | Düren Pbf. (zur Staats- und Straßenbahn) |
| Strecke nach links (außer Betrieb) · Abzweig geradeaus und von rechts (Strecke außer Betrieb) |                     |                                          |                                          |
| Dienststation / Betriebs- oder Güterbahnhof (Strecke außer Betrieb) |                     | Walzmühle                                | Walzmühle                                |
| Kreuzung (Strecken außer Betrieb) |                     | DKB-Ringbahn (normalspurig)              | DKB-Ringbahn (normalspurig)              |
| Dienststation / Betriebs- oder Güterbahnhof (Strecke außer Betrieb) | 2,0                 | Schüll                                   | Schüll                                   |
| Haltepunkt / Haltestelle (Strecke außer Betrieb) |                     | Birkesdorf Post                          | Birkesdorf Post                          |
| Bahnhof (Strecke außer Betrieb) | 2,8                 | Birkesdorf Bhf.                          | Birkesdorf Bhf.                          |
| Brücke über Wasserlauf (Strecke außer Betrieb) |                     | Rur                                      | Rur                                      |
| Dienststation / Betriebs- oder Güterbahnhof (Strecke außer Betrieb) | 3,6                 | Mühlhoven                                | Mühlhoven                                |
| Haltepunkt / Haltestelle (Strecke außer Betrieb) | 3,9                 | Hoven Hp.                                | Hoven Hp.                                |
| Dienststation / Betriebs- oder Güterbahnhof (Strecke außer Betrieb) |                     | Hoven                                    | Hoven                                    |
| Bahnhof (Strecke außer Betrieb) | 5,7                 | Merken Bahnhof                           | Merken Bahnhof                           |
| Dienststation / Betriebs- oder Güterbahnhof (Strecke außer Betrieb) | 7,2                 | Vilvenich                                | Vilvenich                                |
| Bahnhof (Strecke außer Betrieb) | 8,7                 | Pier                                     | Pier                                     |
| Kopfbahnhof Streckenende (Strecke außer Betrieb) | 11,0                | Inden Übergang zur Staatsbahn            | Inden Übergang zur Staatsbahn            |

Die Bahnstrecke Düren–Inden war eine schmalspurige Kleinbahnverbindung der Dürener Eisenbahn A.G. (DEAG), vormals Dürener Dampfstraßenbahn A.G. (DDAG). Sie führte vom Bahnhof Düren über Birkesdorf, Hoven, Merken und Pier nach Inden.
Die Strecke wurde zunächst als Dampfstraßenbahn eröffnet und diente vornehmlich dem Güterverkehr zu den Industriebetrieben im Norden der Stadt Düren und in Birkesdorf; es entwickelte sich im Lauf der Zeit aber auch ein recht dichter Personenverkehr.
Ab 1939 wurde die Strecke der DDAG als nebenbahnähnliche Kleinbahn in den Eisenbahngütertarif einbezogen und die Gesellschaft änderte ihren Namen in Dürener Eisenbahn A.G. (DEAG) ab.

## Geschichte

### Eröffnung
- 1. April 1893: Düren – Birkesdorf (Güterverkehr)
- 1. Juni 1894: Düren – Birkesdorf (Personenverkehr)
- 1. Januar 1901: Birkesdorf – Merken
- 20. Januar 1908: Merken – Pier
- 20. November 1913: elektrischer Betrieb, Personenverkehr
- 3. Juli 1927: Pier – Inden
- 1941: elektrischer Betrieb, Güterverkehr

### Die Anfänge

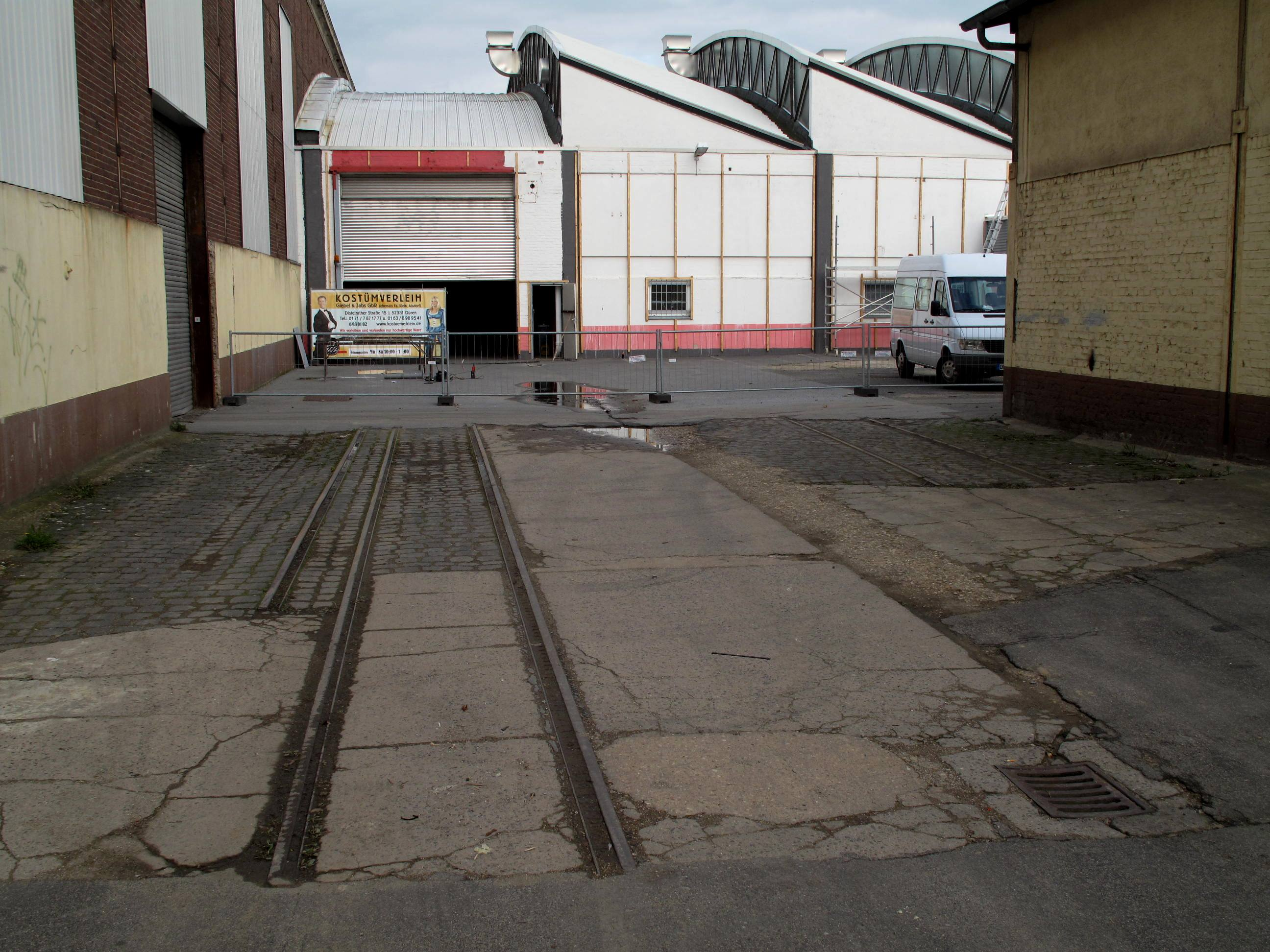
Rest eines 3-Schienen-Gleises in einem Nord-Dürener Industriebetrieb in der Paradiesstraße (2009). Das (innere) Schmalspurgleis zweigte in der Josef-Schregel-Straße von der DEAG-Strecke ab und führte durch verschiedene Fabriken und über die Veldener Straße bis an diesen Ort.

Begonnen wurde die Bahnstrecke als dem Güterverkehr dienende Dampfstraßenbahn, welche die Industriebetriebe im Norden der Stadt Düren und in Birkesdorf eine Anbindung an die Staatsbahn im Bahnhof Düren bieten sollte. Maßgeblich vorangetrieben wurde das Projekt ab 1888 vom Industriellen Felix Heinrich Schoeller. Die Strecke Düren – Birkesdorf wurde am 1. April 1893 für den Güterverkehr eröffnet. Der Personenverkehr stand zunächst nicht im Fokus dieser Strecke und wurde erst etwa ein Jahr später am 1. Juni 1894 aufgenommen.

### Weiterer Ausbau und Elektrifizierung

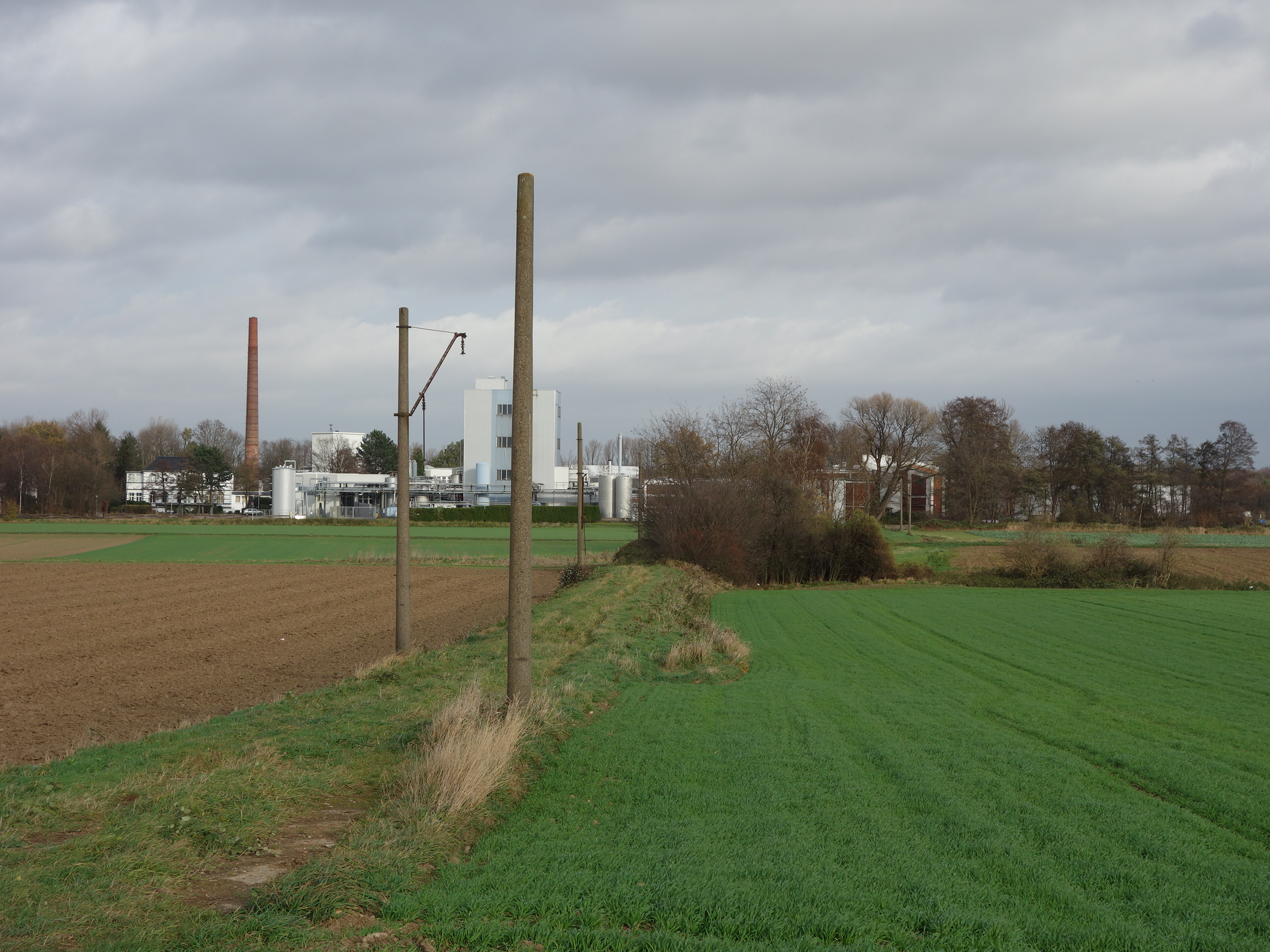
Alte Oberleitungsmasten an der Trasse des Gleisanschlusses von der DEAG-Strecke zur Pulverlack-Fabrik CWS Powder Coatings GmbH südlich Merken (2015). Auf dem Werksgelände befand sich bis zum Zweiten Weltkrieg die Papierfabrik Gebr. Schmitz, die seit 1901 diesen Gleisanschluss nutzte.

Noch vor dem Ersten Weltkrieg wurde die Strecke von Birkesdorf aus nach Merken und Pier verlängert, wobei die jeweilige Finanzlage den Bahnbau maßgeblich beeinflusste, da die Bahn komplett privat finanziert wurde. Vor allem die Rurbrücke zwischen Birkesdorf und Hoven war ein bedeutender Kostenanteil. Zwar konnte ab dem 20. November 1913 der Personenverkehr auf elektrischen Betrieb umgestellt werden, jedoch vereitelte der Erste Weltkrieg vorerst die Verlängerung der Strecke nach Inden. Diese konnte erst am 3. Juli 1927 in Betrieb genommen werden. Der Güterverkehr wurde zunächst ab 1941 beginnend elektrisch betrieben. Da viele Gleisanschlüsse noch keine Fahrleitung besaßen, konnte die komplette Umstellung auf elektrische Traktion erst 1952 abgeschlossen werden.

### Niedergang und Stilllegung

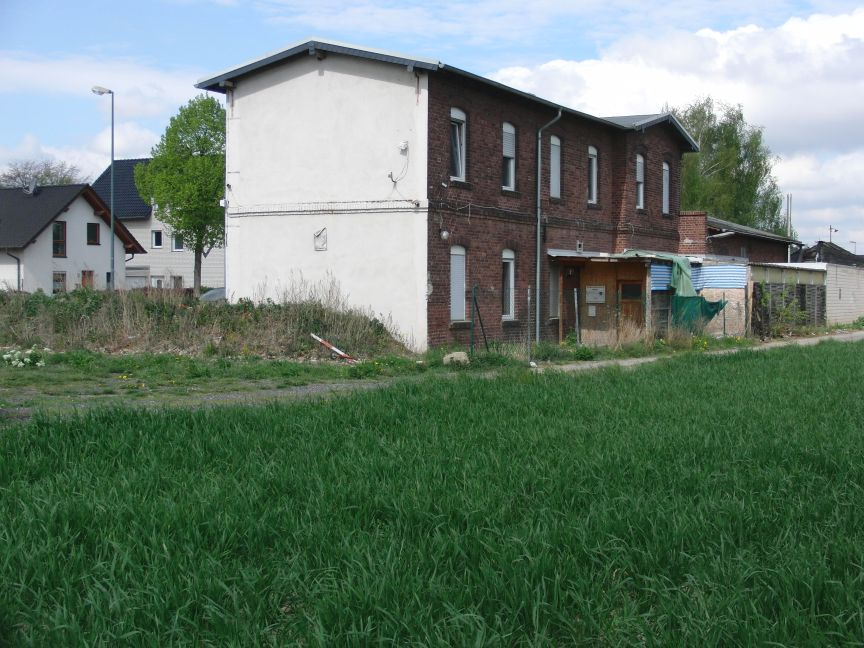
Die Rückseite des ehemaligen Bahnhofsgebäudes in Merken (2014)

Nach dem Zweiten Weltkrieg versuchte die DEAG, den Personenverkehr durch den Ankauf gebrauchter, aber noch recht junger Straßenbahntriebwagen zu modernisieren. Dennoch begann ab 1960 die Umstellung auf Lkw beziehungsweise Omnibus. Aus diesem Jahr ist ein Bericht erhalten:

„Zwischen den Straßenbahnwagen, die viertelstündlich verkehrten, quetschten sich die Güterzüge, verschwanden im Anschluß, um den Triebwagen vorbeizulassen, arbeiteten sich wieder einen Anschluß weiter, oft stockend, weil parkende Autos die Passage des Güterzuges behinderten. Der Güterverkehr war hektisch, schnell, zügig, fast stündlich verließ ein Güterzug den Übergabebahnhof.“

Die endgültige Einstellung des Schienenverkehrs erfolgte am 30. Juni 1965, wobei die Konzession ohnehin 1967 abgelaufen wäre.
Der Personenverkehr wurde von drei Buslinien übernommen:
- B: Düren – Birkesdorf
- D: Düren – Inden
- L: Pier – Lucherberg – Lamersdorf – Inden – Pier (Rundverkehr)

Der Güterverkehr wurde ab 1965 ausschließlich als Speditionsbetrieb mit LKW durchgeführt.

### Nicht umgesetzte Projekte
Da die Straßenbahnstrecke der Dürener Kreisbahn (DKB) vom Markt zum Bahnhof nach dem Zweiten Weltkrieg nicht wieder in Betrieb genommen wurde, versuchte die DEAG ihre am Bahnhof endende Strecke in die Innenstadt zum Kaiserplatz zu verlängern. Die geplante Strecke sollte zunächst eingleisig durch die Josef-Schregel-Straße bis kurz vor dem Wirteltorplatz, danach zweigleisig durch die Schenkelstraße bis zur Zehnthofstraße verlaufen. Ab hier sollte in einer eingleisigen Blockumfahrung über Wilhelmstraße, Kaiserplatz und Zehnthofstraße eine große Schleife gefahren werden, um die neue zentrale Haltestelle der DKB am Kaiserplatz zu bedienen.
Ende 1950 forderte die DKB von der DEAG die Erlaubnis, auf eigene Kosten eine dritte Schiene in die DEAG-Strecke zwischen Düren und der Kreuzung mit der Ringbahn bei Birkesdorf-Süd zu verlegen. Geplant war in diesem Zusammenhang eine Verknüpfung mit der Ringbahn, so dass eine direkte Straßenbahnverbindung von Mariaweiler über Birkesdorf nach Düren Stadtmitte entstanden wäre. Aufgrund von Unstimmigkeiten zwischen der Stadt Düren, der DKB und der DEAG wurden diese Planungen nicht umgesetzt.
Damit war ebenso die geplante Verlängerung der DEAG-Strecke zum Kaiserplatz hinfällig geworden, obwohl in der Josef-Schregel-Straße bereits Gleise verlegt waren.